# William Scrots

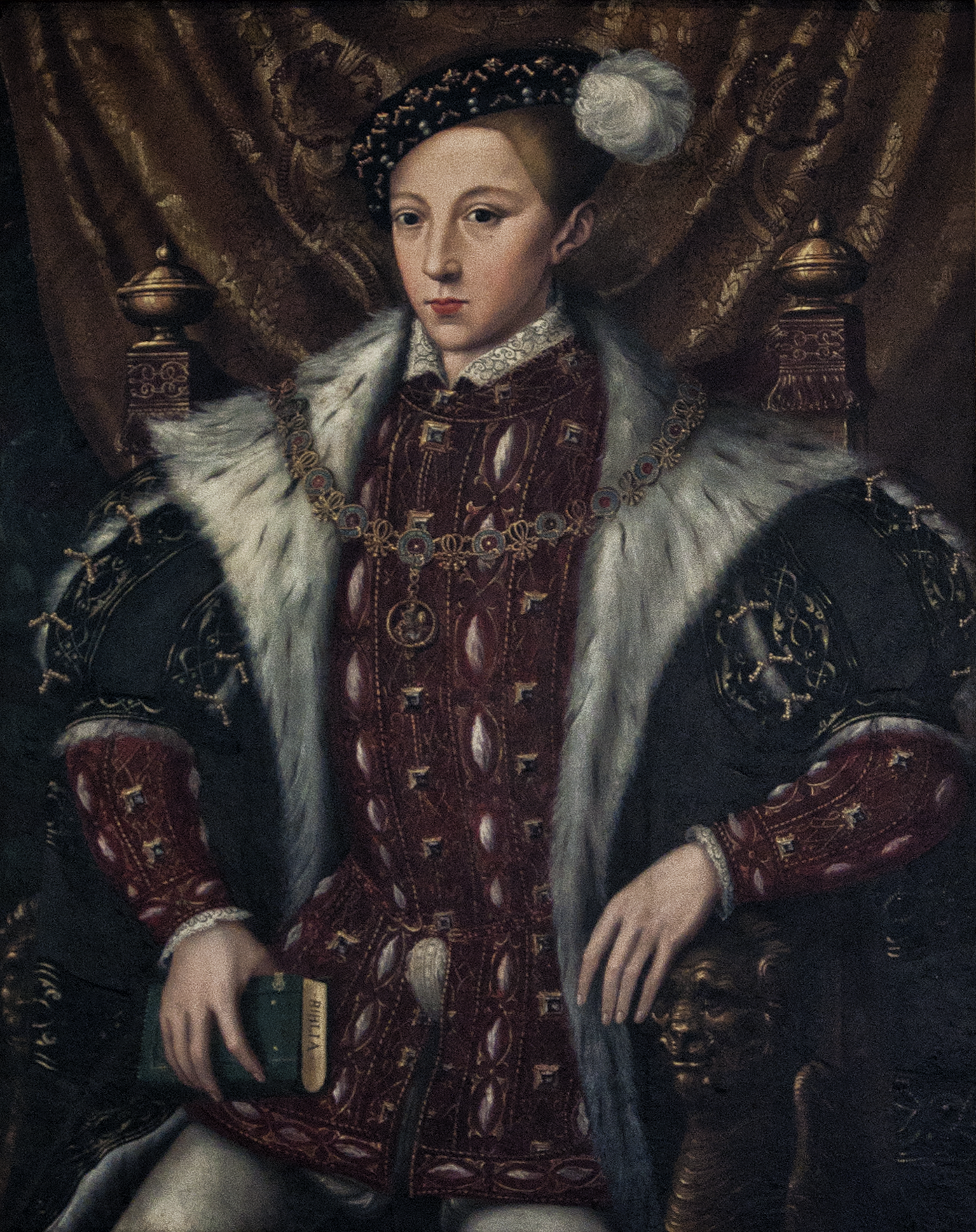
Edward VI (1537-1553) van William Scrots - Leeds Castle

William Scrots (actief 1537–1553) was een kunstschilder, hoogstwaarschijnlijk geboren in de Zuidelijke Nederlanden en een tijdlang hofschilder van Maria van Hongarije. Later bekleedde hij dezelfde functie aan het Engels koningshuis, ter vervanging van Hans Holbein.
Scrots' schilderstijl vertoont alle kenmerken van het maniërisme. In Engeland trad hij in 1546 in dienst van Hendrik VIII en nadien van Eduard VI. Zijn loon was het dubbele van dat van zijn voorganger Holbein. Wat met Scrots gebeurde na de dood van Eduard is niet bekend. Mogelijk verliet hij Engeland.
Scrots schilderde een anamorf portret van Eduard, iets wat Holbein voor hem al had gedaan toen hij De ambassadeurs schilderde. Scrots' werk werd tentoongesteld in het Palace of Whitehall en alle prominenten werden uitgenodigd om het te komen bekijken. Het portret kon alleen zonder vervorming worden bekeken vanaf een bepaalde hoek aan de zijkant.
- RKD-Nederlands Instituut voor Kunstgeschiedenis: 71675
- Union List of Artist Names: 500121852
- Virtual International Authority File: 96580101